# Идиопатические интерстициальные пневмонии
Идиопатические интерстициальные пневмонии (ИИП) — группа разнородных заболеваний лёгких неустановленной этиологии, характеризуемых неинфекционным воспалением лёгких и возможным фиброзом. Заболевания могут различаться между собой типом воспаления и фиброза, а также клиническим течением и прогнозом, могут протекать в острой и хронической формах, возможны случаи нарастания дыхательной недостаточности, а в некоторых случаях есть риск летального исхода. Относятся к большой группе интерстициальных заболеваний лёгких, куда входит более 200 различных острых и хронических заболеваний. Бо́льшая часть всех случаев идиопатических интерстициальных пневмоний приходится на идиопатический фиброзирующий альвеолит.
Заболевания называются интерстициальными, поскольку затрагивают в основном интерстиций лёгких — пространство между альвеолярным эпителием и эндотелием капилляров, а идиопатическими они называются, поскольку неизвестна причина их возникновения. Однако терминология, которая используется для описания данной группы заболеваний является немного запутанной. Из-за отсутствия понимания исходных процессов, приводящих к заболеваниям, и их патогенеза идиопатические интерстициальные пневмонии не раз проходили переклассификацию, а у самих заболеваний менялись названия.
Диагностика предполагает учёт клинической картины заболевания, результатов компьютерной томографии высокого разрешения и результатов гистологических исследований, при этом идиопатические интерстициальные пневмонии необходимо дифференцировать по отношению к другим диффузным заболеваниям лёгких. Наиболее значимыми являются результаты гистологических исследований, поэтому во многих случаях рекомендуется хирургическая биопсия лёгких. Однако в случае идиопатического лёгочного фиброза диагноз возможно установить без хирургической биопсии, если результаты компьютерной томографии высокого разрешения и клиническая картина типичны для данного заболевания.
Часто идиопатические интерстициальные пневмонии и гиперчувствительный пневмонит путают между собой. При гиперчувствительном пневмоните могут наблюдаться центрилобулярные очажки и мозаичные воздушные ловушки, а поражаются преимущественно верхние отделы лёгких. Гиперчувствительный пневмонит также характеризуется бронхиолоцентрическим распространением изменений и плохо сформированными гранулёмами.

## Классификация
Согласно обновлению 2013 года международного соглашения 2002 года Европейского респираторного общества и Американского торакального общества к основным идиопатическим интерстициальным пневмониям относятся 8 подтипов, поделённые на 4 группы:
- хронический фиброз:
  - идиопатический лёгочный фиброз (идиопатический фиброзирующий альвеолит[2]),
  - неспецифическая интерстициальная пневмония;
- относящиеся к курению:
  - респираторный бронхиолит, ассоциированный с интерстициальным заболеванием лёгких,
  - десквамативная интерстициальная пневмония;
- острые и подострые:
  - криптогенная организующаяся пневмония,
  - острая интерстициальная пневмония (синдром Хаммена-Рича[9]);
- редкие:
  - лимфоцитарная интерстициальная пневмония,
  - идиопатический плевропаренхиматозный фиброэластоз.

Также выделяют неклассифицируемые интерстициальные пневмонии, при которых оказывается невозможно определиться с окончательным диагнозом.

## Хронический фиброз

### Идиопатический лёгочный фиброз
Идиопатический лёгочный фиброз, известный в странах СНГ как идиопатический фиброзирующий альвеолит, представляет собой хроническую прогрессирующую интерстициальную фиброзирующую пневмонию и характеризуется признаками обычной интерстициальной пневмонии, прогрессирующими нарастанием одышки и ухудшением функционирования лёгких. Заболевание ограничивается лёгкими и ассоциируется, в основном, с плохим прогнозом, приблизительный срок жизни с момента постановки диагноза составляет менее 5 лет, при этом большинство больных рассматривается в качестве кандидатов для трансплантации лёгких. Обычно затрагивает пожилых людей возрастом за 50 лет, которые курят либо курили в прошлом, и внешне проявляется в виде одышки и сухого кашля.

### Неспецифическая интерстициальная пневмония
Идиопатическая неспецифическая интерстициальная пневмония представляет собой хроническое заболевание, у которого, в отличие от других типов интерстициальных пневмоний, отсутствуют какие-либо характерные гистологические признаки. В большинстве случаев носит фиброзный характер и характеризуемое однотипным фиброзом и воспалением. Обычно наблюдается двустороннее поражение лёгких, может быть предрасположенность к нижним долям. По сравнению с идиопатическим лёгочным фиброзом проявляется в более молодом возрасте — в среднем в 40—50 лет. Прогноз заболевания варьируется, возможны стабилизация или улучшение состояния, но иногда заболевание прогрессирует до терминального фиброза с летальным исходом.

## Интерстициальные пневмонии, относящиеся к курению
Несмотря на доказанную связь с курением десквамативной интерстициальной пневмонии и респираторного бронхиолита, ассоциированного с интерстициальным заболеванием лёгких, данные заболевания были в 2002 году отнесены к идиопатическим интерстициальным пневмониям, к которым относят заболевания, причина которых неизвестна.

### Десквамативная интерстициальная пневмония
Десквамативная интерстициальная пневмония имеет сильную ассоциацию с курением и характеризуется однородным утолщением межальвеолярных перегородок и внутриальвеолярным скоплением пигментированных макрофагов. Заболевание является редким и обычно встречается у мужчин в возрасте 30—50 лет, в некоторых случаях может привести к дыхательной недостаточности или к прогрессирующему фиброзу лёгких. Симптомы заболевания значительно улучшаются после бросания курения и терапии кортикостероидами.

### Респираторный бронхиолит, ассоциированный с интерстициальным заболеванием лёгких
Респираторный бронхиолит гистологически всегда присутствует у курильщиков и может рассматриваться как физиологическая реакция в ответ на курение, однако у некоторых он может перерасти в интерстициальное заболевание лёгких. Респираторный бронхиолит, ассоциированный с интерстициальным заболеванием лёгких является болезнью курильщиков со стажем в 30 пачко-лет и характеризуется скоплениями пигментированных макрофагов в респираторных бронхиолах, альвеолярных протоках (просветах, соединяющих бронхиолы и альвеолярные мешочки) и соседствующих альвеолах. При этом наблюдаются низкие уровни фиброза и инфильтратов. Обычно заболевание затрагивает мужчин в возрасте 30—50 лет. Начинается постепенно, с появления или усиления кашля и последующим возникновением одышки, но симптомы могут быть незначительными или отсутствовать вовсе, у некоторых же может развиваться тяжёлая одышка и гипоксия. Лечение заключается в бросании курения и кортикостироидной терапии.

## Острые и подострые интерстициальные пневмонии

### Криптогенная организующаяся пневмония
Криптогенная организующаяся пневмония, ранее известная как облитерирующий бронхиолит с организующейся пневмонией, характеризуется образованием зачатков грануляционной ткани, закупоривающей дистальные отделы альвеол (их просветы) и бронхиолы, в результате чего может возникнуть дыхательная недостаточность. Одинаково часто встречается среди мужчин и женщин, чаще среди некурящих, а средний возраст начала болезни составляет 55 лет. Начало болезни обычно гриппоподобное, с кашлем, лихорадкой, болью в мышцах (миалгией) и недомоганием. При проведении лечения прогноз очень хороший, в том числе в долгосрочной перспективе. Отличные результаты обычно даёт лечение кортикостероидами.

### Острая интерстициальная пневмония
Острая интерстициальная пневмония является крайне тяжёлым заболеванием, характеризуемым диффузным альвеолярным поражением и быстро прогрессирующей гипоксемией с летальностью выше 50 %. У выживших долгосрочный прогноз обычно хороший, однако в некоторых случаях возможны рецидивы или прогрессирование до хронической формы идиопатического заболевания лёгких. Дифференциальную диагностику проводят с острым респираторным дистресс-синдромом, с которым также схож прогноз заболевания. При подозрении на острую интерстициальную пневмонию на фоне фиброза, проводят дифференциальную диагностику с обострением идиопатического лёгочного фиброза.

## Редкие интерстициальные пневмонии

### Лимфоидная интерстициальная пневмония
Лимфоидная интерстициальная пневмония в идиопатическим варианте встречается крайне редко. Гистологически характеризуется диффузной инфильтрацией интерстиция поликлональными лимфоцитами, гистиоцитами и клетками плазмы, а также перибронховаскулярным распределением лимфоидных фолликул, сопровождающихся сильным воспалением. В основном затрагивает женщин в возрасте 50—70 лет и проявляется неспецифически в виде хронического кашля и одышки.

### Идиопатический плевропаренхиматозный фиброэластоз
Идиопатический плевропаренхиматозный фиброэластоз является редким заболеванием и затрагивает плевру, характеризуется однородным субплевральным фиброзом и обилием эластических волокон, а также разной степенью воспаления и наличием лимфоидных скоплений. Заболевание поражает в основном верхние доли лёгких. По состоянию на 2018 год консенсус по критериям диагностики данного заболевания отсутствовал, а в литературе было описано всего порядка 40 случаев, ассоциирующихся с инфекциями, аутоиммунными заболеваниями, трансплантацией костного мозга и генетической предрасположенностью. Симптомы заболевания неспецифичны и включают кашель и одышку. Считается, что заболевание прогрессирует медленно, в течение 10—20 лет. Часто развивается пневмоторакс, также у пациентов в анамнезе часто наблюдаются рецидивирующие инфекции. Заболевание развивается у взрослых, а средний возраст начала заболевания составляет 57 лет.

## Неклассифицируемая интерстициальная пневмония
К неклассифицируемым относят случаи, при которых для установки диагноза недостаточно клинических, рентгенологических или гистологических данных либо при значительном несоответствии между ними, а также при обнаружении ранее неизвестных вариантов идиопатических интерстициальных пневмоний. У большинства больных хроническими идиопатическими интерстициальными пневмониями наблюдаются признаки одного и того же заболевания, однако у некоторых больных могут обнаруживаться гистологические или визуализируемые на компьютерной томограмме признаки разных типов интерстициальных пневмоний, например, в одной доле лёгкого могут обнаруживаться признаки обычной интерстициальной пневмонии, а в другой доле — неспецифической. В подобных случаях диагностируют неклассифицируемую идиопатическую интерстициальную пневмонию. Также несоответствие между данными может возникнуть в результате ранее начатой терапии.

## Диагностика
Идентификация отдельных форм идиопатических интерстициальных пневмоний необходима в тех случаях, когда точность диагноза повлияет на лечение.
Диагноз идиопатического лёгочного фиброза может быть установлен на основании клинических данных и результатов компьютерной томографии высокого разрешения. Однако больных идиопатическим лёгочным фиброзом часто, на всякий случай, направляют на консультацию в противотуберкулёзный диспансер, где им назначают противотуберкулёзную терапию на несколько месяцев, что усугубляет болезнь и укорачивает жизнь пациентов. Для уточнения диагноза пациенты могут направляться в пульмологические центры. Опытные пульмонологи с достаточным объёмом знаний об идиопатических интерстициальных пневмониях по данным компьютерной томографии высокого разрешения могут установить диагноз и назначить адекватное лечение.
Острая интерстициальная пневмония встречается редко и сильно отличается по клиническим проявлениям от других в данной группе заболеваний. В случае же большинства остальных идиопатических интерстициальных пневмоний диагностика затруднена и обычно требует применения хирургической биопсии. Хирургическая биопсия целесообразна, если точный клинико-морфологический диагноз может помочь в принятии решения о лечении. Лечение идиопатических интерстициальных пневмоний может иметь потенциально серьёзные риски развития побочных эффектов, по этой причине недопустимо подвергать риску пациента при неуверенности в диагнозе.

## История
Случаи идиопатических интерстициальных пневмоний были описаны ещё в 1935 году Луи Хамманом и Арнольдом Ричем, когда 4 больных с быстро нарастающей дыхательной недостаточностью скончались через 4—6 месяцев с начала болезни, а заболевание авторы назвали острым диффузным интерсти􏰀циальным фиброзом лёгких, однако терминология с тех пор претерпела значительные изменения. В 1964 году был предложен термин «фиброзирующий альвеолит», задачей которого было отразить ключевые признаки идиопатических интерстициальных пневмоний — воспаление и фиброз, а в странах СНГ используется термин «идиопатический фиброзирующий альвео􏰀лит», который вдобавок отражает природу заболевания.
В 1965 году была описана десквамативная интерстициальная пневмония, а в 1968 году были выделены 5 морфологических вариантов интерстициальной пневмонии: обычная интерстициальная пневмония, десквамативная интерстициальная пневмония, облитерирующий бронхиолит с интерстициальной пневмонией, лимфоидная интерстициальная пневмония и гигантоклеточная интерстициальная пневмония. Последние два варианта позднее были исключены, поскольку удалось выяснить их этиологию. Долгое время название синдрома Хаммана—Рича носили заболевания с хроническим течением, но в 1986 году к данному синдрому начали относить лишь острую интерстициальную пневмонию.
В 1998 году были предложены 4 варианта идиопатических интерстициальных пневмоний, куда входили обычная интерстициальная пневмония, десквамативная интерстициальная пневмония, острая интерстициальная пневмония и неспецифическая интерстициальная пневмония, а в 1999 году Европейское респираторное общество и Американское торакальное общество пришли к соглашению о выделении по морфологическим признакам идиопатического фиброзирующего альвеолита из группы заболеваний со схожими клиническими проявлениями, сопоставив идиопатический фиброзирующий альвеолит обычной интерстициальной пневмонии и отбросив отдельные нозологические формы, которые ранее считались вариантами идиопатического фиброзирующего альвеолита. В 2001 году Европейское респираторное общество и Американское торакальное общество заключили международное соглашение с классификацией идиопатической интерстициальной пневмонии, определив и описав 7 подтипов, среди которых снова оказалась лимфоидная интерстициальная пневмония, а в 2013 году классификация была обновлена с разделением подтипов на 4 группы (не включая неклассифицируемые) и с добавлением в неё 8-го подтипа — идиопатического плевропаренхиматозного фиброэластоза. Современная классификация учитывает клиническую картину, рентгенографические и патоморфологические признаки.